# Rundharun
Rundharun är en ö i Finland. Den ligger i Skärgårdshavet och i kommunen Kimitoön i den ekonomiska regionen  Åboland i landskapet Egentliga Finland, i den sydvästra delen av landet. Ön ligger omkring 42 kilometer söder om Åbo och omkring 150 kilometer väster om Helsingfors.
Öns area är 0,7 hektar och dess största längd är 120 meter i sydöst-nordvästlig riktning. Runt Rundharun är det glesbefolkat, med 14 invånare per kvadratkilometer. Närmaste större samhälle är Dragsfjärd, 9,8 km öster om Rundharun.